# John de Mol Jr.
Johannes Hendrikus Hubert "John" de Mol Jr. (Hága, 1955. április 24. –) holland médiamágnás, televíziós producer. De Mol az Endemol és a Talpa produkciós cégek alapítója. Számos nagy valóságshow megalkotója, nevéhez fűződik a Big Brother, a Fear Factor és a The Voice is. 2017-ben körülbelül 1,5 milliárd dollárra becsülték a vagyonát.

## Magánélete
De Mol korábbi felesége Willeke Alberti énekesnő volt; fiuk Johnny de Mol színész. 1980-tól 1984-ig a Luv’ énekesnője, Marga Scheide volt a partnere. De Mol nővére Linda de Mol, aki az Endemol több műsorában is megjelenik.